# 滋賀県道543号高宮北落線
滋賀県道543号高宮北落線（しがけんどう543ごう たかみやきたおちせん）は、滋賀県彦根市から犬上郡甲良町に至る一般県道である。

## 概要
彦根市高宮町から犬上郡甲良町大字北落に至る。
犬上川左岸、無賃橋付近から福寿橋までの県道である。

### 路線データ
- 起点：彦根市高宮町（滋賀県道13号彦根八日市甲西線交点）
- 終点：犬上郡甲良町大字北落（国道307号交点）
- 総延長：3.4 km

## 地理

### 通過する自治体
- 滋賀県
  - 彦根市 - 犬上郡甲良町

### 交差する道路
| 交差する道路                   | 市町村名 | 市町村名 | 交差する場所 | 交差する場所 |
| ------------------------------ | -------- | -------- | ------------ | ------------ |
| 滋賀県道13号彦根八日市甲西線   | 彦根市   | 彦根市   | 高宮町       | 起点         |
| 滋賀県道330号甲良多賀線        | 犬上郡   | 甲良町   | 大字小川原   |              |
| 国道307号 / 近江グリーンロード | 犬上郡   | 甲良町   | 大字北落     | 終点         |

### 交差する鉄道
- 近江鉄道本線
- 東海道新幹線

### 沿線
- エスビーバルブ工業
- 小川原運動公園
- トコロ製作所
- オリエンタル建設
- 京阪研磨材